# Referendumul asupra menținerii Regatului Unit în Uniunea Europeană

Amplasarea Regatului Unit în Uniunea Europeană în 2016.

Referendumul asupra menținerii Regatului Unit în Uniunea Europeană (în engleză United Kingdom European Union membership referendum), al cărui rezultat este cunoscut de asemenea sub numele Brexit, a avut loc în Regatul Unit și Gibraltar la 23 iunie 2016. Calitatea de membru al Uniunii Europene a fost un subiect de dezbatere în Regatul Unit înainte ca țara să adere la Comunitatea Economică Europeană (CEE, sau "Piața comună"), așa cum era cunoscută atunci, în 1973.
A fost a doua oară când electoratul britanic este rugat să voteze cu privire la problema aderării/rămânerii în Uniunea Europeană: primul vot a avut loc în 1975, la aderarea în CEE. Continuarea calității de membru a fost aprobată prin referendum de 67% din alegători, însă natura UE s-a modificat substanțial de atunci.

## Istoric

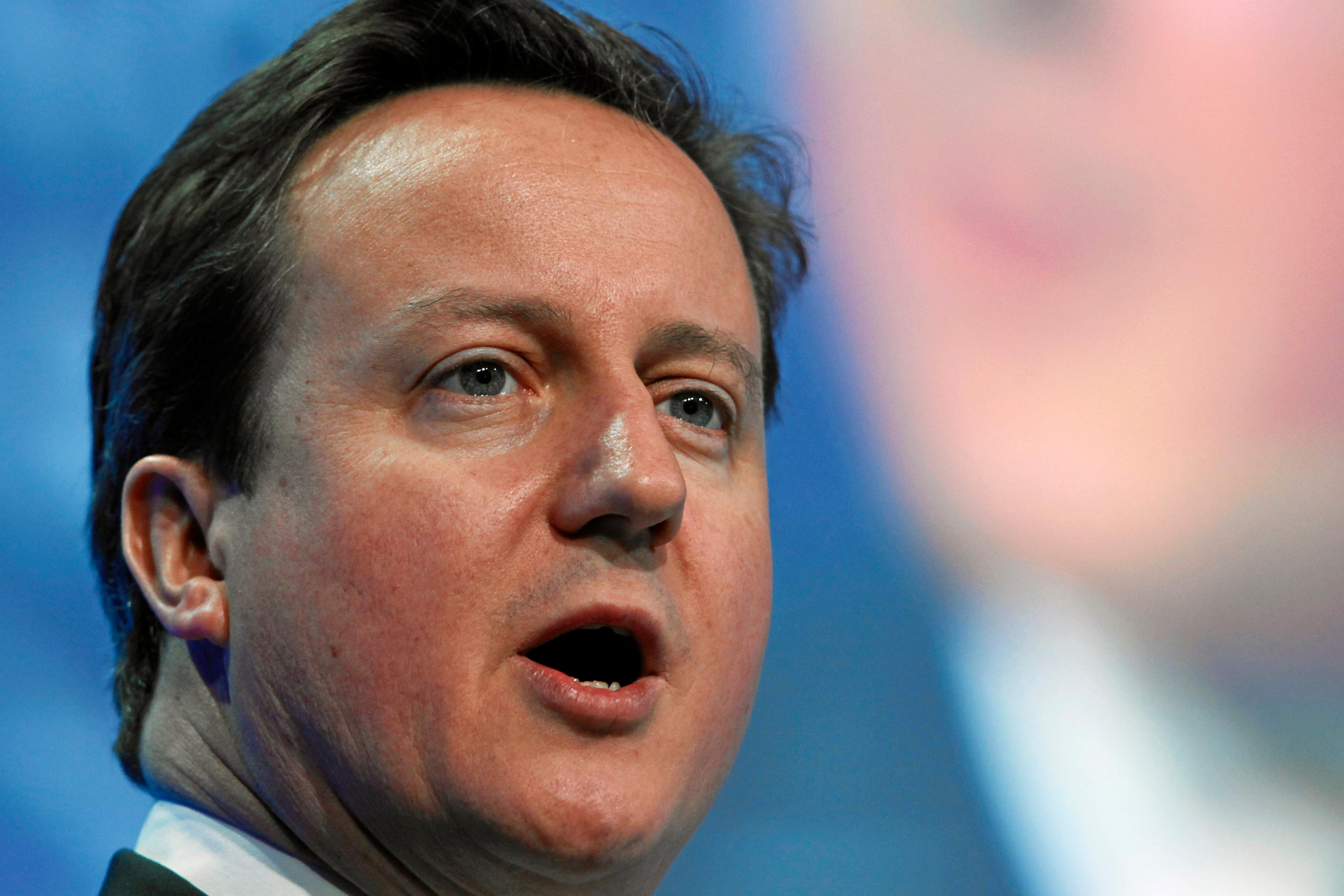
În campania electorală din 2015, David Cameron a promis să renegocieze aderarea la UE și mai târziu să organizeze un referendum.

Comunitatea Economică Europeană (CEE) a fost formată în 1957. Regatul Unit (UK), a făcut cererea de aderare pentru prima dată în 1961, dar acest lucru a fost respins de către Franța. Următoarea cerere a avut succes și Marea Britanie a devenit membru în 1973. Doi ani mai târziu, un referendum a validat cu 67% continuarea calității de membru. Integrarea politică a câștigat o mai mare concentrare atunci când Tratatul de la Maastricht a instituit Uniunea Europeană (UE) în 1993, care a încorporat CEE.
În ianuarie 2013, primul-ministrul britanic David Cameron a promis că dacă Partidul Conservator va câștiga o majoritate parlamentară la alegerile generale din 2015, guvernul britanic va negocia acorduri mai favorabile pentru continuarea aderării Marii Britanii în Uniunea Europeană, apoi va organiza un referendum care va stabili dacă Marea Britanie ar trebui să rămână sau să părăsească UE. În mai 2013, Partidul Conservator a publicat un proiect de referendum UE, și a prezentat planurile lor de renegociere. Proiectul de lege a declarat că referendumul trebuie să aibă loc până la data de 31 decembrie 2017.

## Întrebarea referendumului

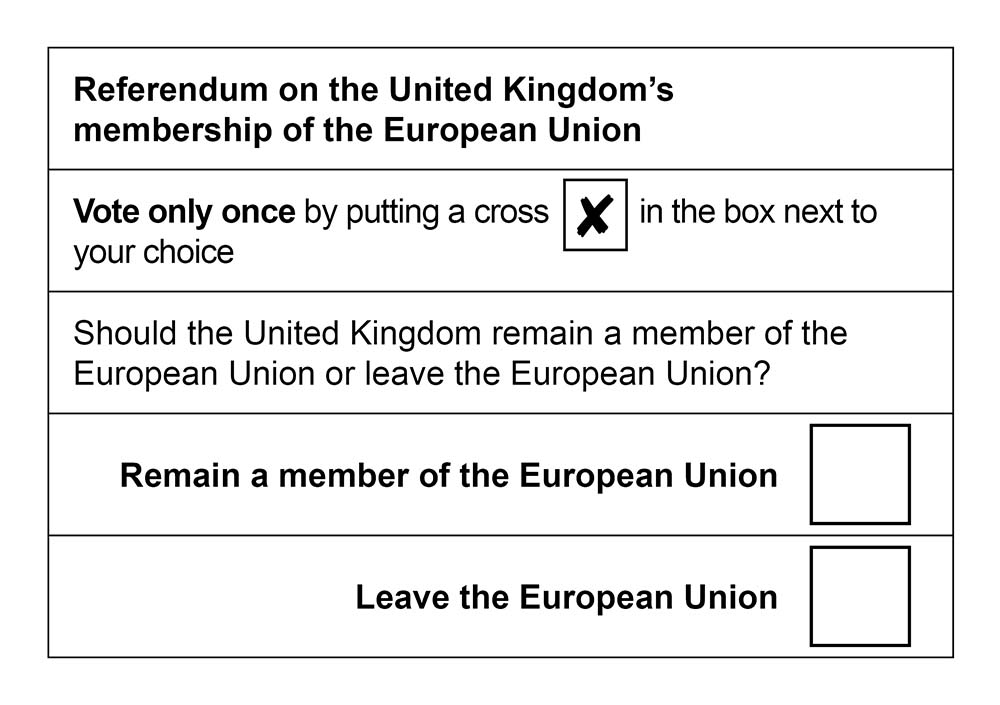
Model de vot

S-au discutat diverse formulări pentru întrebarea referendumului. La 1 septembrie 2015, Comisia Electorală numită de Parlamentul britanic a recomandat ca întrebarea referendumului să fie următoarea:
Should the United Kingdom remain a member of the European Union or leave the European Union?

O Remain a member of the European Union

O Leave the European Union
Ar trebui Regatul Unit să rămână membru al Uniunii Europene sau ar trebui să părăsească Uniunea Europeană?

O Menținerea ca membru al Uniunii Europene

O Părăsirea Uniunii Europene

## Rezultate

NU UE
DA UE

NU UE
     DA UE
| Referendum asupra menținerii Regatului Unit în Uniunea Europeană Rezultate globale |                                               |            |         |
| Opțiune                                                                            | Opțiune                                       | Voturi     | %       |
|                                                                                    | Părăsirea Uniunii Europene                    | 17.410.742 | 51,9 %  |
|                                                                                    | Menținerea în Uniunea Europeană               | 16.141.241 | 48,1 %  |
|                                                                                    |                                               |            |         |
| Voturi valide                                                                      | Voturi valide                                 | 33.551.983 | 99,92 % |
|                                                                                    |                                               |            |         |
| Voturi nule/anulate                                                                | Voturi nule/anulate                           | 26.033     | 0,08 %  |
| Alegători înregistrați și rata de participare                                      | Alegători înregistrați și rata de participare | 46.501.241 | 72,2%   |
| Sursa: Ministerul Afacerilor Interne UK                                            |                                               |            |         |

### Rezultate pe națiuni
| Națiune            | DA UE      | %      | NU UE      | %     | Diferență | %      |
| ------------------ | ---------- | ------ | ---------- | ----- | --------- | ------ |
| Scoția             | 1.661.191  | 62%    | 1.018.322  | 38%   | 642.869   | 24%    |
| Țara Galilor       | 772.347    | 48,3%  | 854.372    | 51,7% | 82.025    | 3,4%   |
| Gibraltar          | 19322      | 95,91% | 823        | 4,09% | 18499     | 91,82% |
| Anglia             | 13.266.996 | 46,8%% | 15.188.406 | 53,2% | 1.921.410 | 6,4%   |
| Irlanda de Nord    | 440.707    | 55,7%  | 349.442    | 44,3% | 91.265    | 11,4%  |
| Regatul Unit Total | 16.141.241 | 48,1%  | 17.410.742 | 51,9% | 1.269.501 | 3,8%   |

## Reacții

### Politice
- Regatul Unit: După anunțarea rezultatelor, primul ministru și șeful Partidului Conservator David Cameron a declarat că va demisiona în octombrie 2016[8] și că alți conducători ai Regatului trebuie să decidă momentul părăsirii UE și să negocieze Brexitul. Vicepremierul nord-irlandez cere un referendum pentru unirea celor doua Irlande și premierul scoțian Nicola Sturgeon a spus că un referendum pentru independență este acum foarte probabil.

- European Union: Șefii Comisiei, Parlamentului și Consiliului European cer ieșirea rapidă a Marea Britaniei din UE și anunță că nu sunt dispuși la o renegociere a acordului din februarie.

State
- Austria: Ministrul de externe, Sebastian Kurz, a declarat că "un efect de domino asupra altor țări nu poate fi exclusă." Totuși el a adăugat că UE în ansamblul său ar supraviețui.[9]
- Belgia: Prim-ministru Charles Michel a spus că statele membre ale UE ar trebui să răspundă la "definirea priorităților și la stabilirea unui nou viitor pentru Europa".[9]
- Franța: Liderul extremei drepte franceze Marine Le Pen cere referendum și în Franța privind rămânerea în Uniunea Europeana, după votul britanic favorabil Brexit. Președintele François Hollande declară că votul britanicilor "pune Europa grav la încercare", care nu mai poate funcționa ca până acum și trebuie să se "concentreze pe problemele esențiale".
- Germania: Cancelarul Angela Merkel a declarat, după o întâlnire cu cancelarul austriac Christian Kern, că Europa ar trebui să discute rezultatul "împreună și cu calm", avertizând în același timp împotriva reacțiilor agitate. Liderul Partidului Popular European Manfred Weber a scris: "Negocierile de ieșire ar trebui să se încheie în termen de maxim 2 ani. Nu poate exista nici un tratament special. A pleca înseamnă a pleca". Vice-Cancelarul Sigmar Gabriel a scris: "La naiba! O zi proastă pentru Europa."[9] Manfred Weber a afirmat că Scoția și Irlanda de Nord pot rămâne în UE.[10]
- Rusia: Președintele Vladimir Putin a declarat că Federația Rusă nu s-a amestecat, nu se amestecă și nu se va amesteca în alegerea Marii Britanii de a ieși din Uniunea Europeană.
- Serbia: Premierul Vucic a spus că Serbia continuă politica de integrare europeană, deși la un referendum sârbii ar vota la fel ca britanicii.
- SUA: Președintele Barack Obama a declarat că respectă decizia luată de oamenii din Marea Britanie, în ciuda faptului că nu susține ieșirea din UE a țării.[11][12]
  - Prezumptivul candidat la prezidențiale din partea Partidului Republican Donald Trump a spus, după ce a ajuns în Scoția: "Cred că este un lucru extraordinar. Cred că este un lucru fantastic".

### Economice
În dimineața de 24 iunie, lira sterlină a atins cel mai slab nivel față de dolar din 1985, marcând o scădere a lirei cu 10% față de dolarul american și 7% față de euro. Scăderea de la 1,50$ la 1,33$ a fost cea mai mare mișcare pentru lira sterlină într-o perioadă de 24 de ore din istorie.
Indicele FTSE 100 a scăzut inițial la 8%, recuperând până la 5% la mijlocul zilei.
Prețurile acțiunilor celor mai mari cinci bănci britanice au scăzut cu o medie de 21% în dimineața de după referendum. Până la sfârșitul zilei, atât HSBC cât și Standard Chartered și-au revenit pe deplin, în timp ce Lloyds, RBS Group și Barclays au rămas cu mai mult de 10% în jos.
Petiție pentru un nou referendum
În termen de câteva ore de la anunțarea rezultatului a circulat o petiție prin care se solicita un al doilea referendum deoarece rezultatul a fost asigurat cu mai puțin de 60% din voturi și participare a fost mai mică de 75%. Petiția avea 3,536,960 de semnături la ora 23:30 BST, 26 iunie, depășind cele 100.000 de semnături necesare pentru ca problema să fie dezbătută în Parlament. Cum mai mult de o mie de semnături pe minut au avut loc în anumite momente ale zilei, site-ul a căzut în mai multe rânduri.